# Гипердиагностика
Гипердиагно́стика — ошибочное медицинское заключение о наличии у обследуемого болезни или её осложнений, которые на самом деле отсутствуют либо выражены слабее, чем указано в заключении, либо неошибочное медицинское заключение:
- намеренная постановка в целях исключения диагностической ошибки более серьёзного диагноза, в отношении которого применяются такие же методы лечения, как и при фактически верном диагнозе;
- постановка раннего правильного диагноза бессимптомных заболеваний, которые из-за вялого течения болезни или ограничения срока жизни пациента, связанного с другими причинами, не проявились бы клинически и не привели бы к смерти пациента, если бы не были выявлены и не подвергались лечению[2].

## Примеры
Российские неврологи указывали на такую проблему, как существующая гипердиагностика гипертензионного синдрома у детей (например, излишне частая диагностика невропатологами районных поликлиник, неврологическими стационарами Москвы).
Частой проблемой также является гипердиагностика остеохондроза у взрослых: в действительности причины болей в спине крайне многочисленны — их можно разделить на висцерогенные, васкулярные, психогенные, нейрогенные и спондилогенные. Гипердиагностика остеохондроза позвоночника сопровождается игнорированием функциональных нарушений опорно-двигательного аппарата (формирования блоков в мелких и крупных суставах, появления различных рефлекторных болевых мышечно-скелетных синдромов). Кроме того, недостаточно учитывается возможность заболеваний органов грудной, брюшной полости или органов малого таза — такого рода заболевания тоже могут быть причиной острых или хронических болей в спине.
Нередко имеет место гипердиагностика синдрома раздражённого кишечника, вследствие которой синдром раздражённого кишечника стал диагнозом «мусорной корзины»: он ставится при различных жалобах, затрагивающих кишечник, в случаях, когда врачи не стремятся прибегать к тщательному диагностическому поиску. Например, этот диагноз могут получать пациенты, в действительности страдающие хроническим колитом. На самом же деле синдром раздражённого кишечника должен являться диагнозом исключения.
Серьёзной проблемой также является гипердиагностика хронического простатита, к которому традиционно относили различные случаи хронической тазовой боли, возникавшей вследствие патологических процессов в других органах (помимо простаты) и системах организма; гипердиагностика плечелопаточного периартрита (при игнорировании других причин болей и расстройств в плечевом суставе), гипердиагностика хронического гастрита (этот диагноз ставится при самых различных неясных жалобах, затрагивающих верхние отделы желудочно-кишечного тракта), пролапса митрального клапана, вертебро-базилярной недостаточности, дисциркуляторной энцефалопатии.
Врач акушер-гинеколог С. Н. Бакшеев указывает, что существует группа псевдодиагнозов, охотно проставляемых многими врачами, — в результате пациенты принимают лекарства зачастую при отсутствии серьёзной патологии. К таким псевдодиагнозам относятся:
- Дисбактериоз'.
- «Зашлакованность»'.
- Уреаплазмоз и микоплазмоз. Ни уреаплазма, ни микоплазма не являются патогенной микрофлорой, они могут пребывать в организме годами, не вызывая опасных для здоровья осложнений. В то же время излишнее «лечение» этих «инфекций» антибиотиками может приводить к серьёзным осложнениям антибиотикотерапии и не дать видимых результатов при новом анализе. Ни микоплазменная, ни уреаплазменная инфекция не входят в стандарт обследования и лечения в некоторых европейских странах и считаются «инфекцией коммерческого лечения» в странах постсоветского пространства.
- Гарднереллёз. В действительности данное состояние тоже не приводит к серьёзным негативным последствиям для здоровья, находится на грани между патологией и нормой. Его также иногда предлагают лечить антибиотиками, которые лишь усугубляют ситуацию, но такого рода «лечение» может оказаться выгодным для врача[16].

Общепризнанным является тот факт, что в 60—80-е годы XX века в московской школе советской психиатрии получила распространение гипердиагностика шизофрении. Диагностические критерии вялотекущей шизофрении, принятые А. В. Снежневским и его последователями, были значительно расширены по сравнению с критериями шизофрении, принятыми на Западе. Гипердиагностика шизофрении распространена и в постсоветское время. Так, систематизированные исследования показывают, что диагностика всей группы аффективной патологии в современной российской психиатрии составляет ничтожно малые величины и относится к шизофрении в кратности 1:100. Это полностью противоречит данным зарубежных генетико-эпидемиологических исследований, согласно которым соотношение этих заболеваний составляет 2:1. Подобную ситуацию объясняют, в частности, тем, что, несмотря на официальное введение МКБ-10 в 1999 году, российские врачи по-прежнему продолжают использовать адаптированную для России версию этого руководства, сходную с адаптированной для СССР версии МКБ-9.
В советское время получила распространение излишне частая диагностика психических расстройств у детей, обусловленная существованием нормы нагрузки у врача: имела место необоснованная психиатрическая диспансеризация детей психически здоровых, но отстающих в учёбе. В постсоветское время критике подвергается, в частности, избыточная диагностика умственной отсталости у детей, которые вследствие этой диагностики необоснованно признаются необучаемыми и помещаются пожизненно в психоневрологические интернаты.
В США особенно тревожным фактором является рост диагностики и лечения психических расстройств у детей. Как отмечала в 2011 году известный американский врач М. Анджелл, десять процентов десятилетних мальчиков в США каждый день принимают стимуляторы для лечения СДВГ, а 500 000 детей принимают нейролептики. Проблемой также является гипердиагностика в западных странах клинической депрессии. По данным британской общественной организации Mind, занимающейся проблемами психического здоровья, количество рецептов на антидепрессанты, выписанных в Великобритании в 2006 году, достигло 31 миллиона. В книге The Loss of Sadness («Утрата печали») американского профессора социологии А. Хорвица и профессора психиатрии Дж. Уэйкфилда говорится о неоправданно широкой диагностике депрессии и о медикализации простых человеческих чувств: волнения, печали, скорби, застенчивости.
По мнению научного редактора журнала «АВС», врача-терапевта высшей категории А. Водовозова, гипердиагностика более характерна для стран с развитой системой добровольного медицинского страхования, в России же, по его мнению, пока преобладает гиперлечение в виде полипрагмазии (одновременного назначения большого количества лекарственных препаратов, часто без учёта их совместимости).
К примерам неошибочной гипердиагностики можно отнести гипердиагностику вертеброгенных фрактур, частота которой у детей, по результатам исследований, проведенных в детском травматолого-ортопедическом отделении, функционирующем на базе ОКБ № 2, составила 12,99 %, «большинство случаев гипердиагностики допустили самые опытные врачи, со стажем практической работы более 15 лет», «травматологи-ортопеды приёмно-диагностического отделения в момент первичного обращения пострадавшего ребенка за экстренной медицинской помощью намеренно „утяжеляют“ диагноз с целью исключения диагностической ошибки» (Е. Г. Скрябин, А. Г. Смирных). Это обусловлено тем, что по ряду состояний (заболеваний) не относящаяся к категории правильных диагнозов гипердиагностика не расценивается как врачебная ошибка и даже намеренно допускается в целях результативного диагностического поиска.
Также случаем неошибочной гипердиагностики будет ранняя верная диагностика, иногда приводящая к нанесению вреда здоровью пациента. Например, согласно опубликованному исследованию, проведенному в Австралии и охватывающему 30-летний период наблюдения (с 1982 по 2012 годы) на национальном уровне, каждый пятый больной, выявленный по ранней диагностике рака, получал не требующееся ему (не приводящее к увеличению длительности его жизни) обследование и лечение, в том числе когда бессимптомные опухоли без их выявления и лечения никогда не проявились бы клинически и не сократили бы срок жизни пациентов.